# 今井兼平
今井兼平（1152年—1184年3月4日），日本平安時代末期的武將。通稱今井四郎、今井四郎兼平。正式姓名為中原兼平（なかはら の かねひら）。父親是中原兼遠。他也是樋口兼光和巴御前的兄弟。義仲四天王之一。
在俱利伽羅峠之戰中，他負責阻斷敵方退路而立下大功。但隨著木曾軍之後戰敗，最後他與木曾義仲奮戰至最後一刻後自刃。在《平家物語》的「木曾殿最期」這一段文字中，把他最後的人生作了悲壯美的詮釋。
傳說的墓地：長野市川中島兼平塚。此外在滋賀縣大津市晴嵐亦有相傳是他的墓地。　神社：長野市川中島鎮座之今井神社和松本市今井神社皆是以他為主神祭祀。